# Джеймс Роудс (киновселенная Marvel)
Полковник Джеймс «Ро́уди» Ро́удс (англ. James "Rhodey" Rhodes) — персонаж медиафраншизы «Кинематографическая вселенная Marvel» (КВМ), основанный на одноимённом персонаже Marvel Comics, который также известен под своим прозвищем «Вои́тель» (англ. War Machine).
Роудс изображён как офицер ВВС США и лучший друг технологического гения Тони Старка. Он принимает участие в героических усилиях Старка, позже приобретая броню, подобную броне Железного человека Старка, но с гораздо более тяжёлым вооружением. В конце концов он становится членом команды «Мстители».
Первоначально роль Роудса в КВМ исполнил американский актёр Терренс Ховард, а затем — Дон Чидл. Роудс впервые появляется в фильме «Железный человек» (2008), и в дальнейшем становится одной из центральных фигур в КВМ, появившись в восьми фильмах и двух сериалах по состоянию на 2023 год.
Альтернативные версии Роудса в рамках Мультивселенной КВМ появляются в мультсериале «Что, если…?» (2021), где их озвучивает Дон Чидл.
Роудс исполнит главную роль в предстоящем фильме «Войны в доспехах».

## Создание и появление
Персонаж Джеймса Роудса впервые появился в комиксе «Iron Man» #118 в январе 1979 года. В «Iron Man» #170 в мае 1983 года Роудс на некоторое время стал Железным человеком. Другие вариации персонажа дебютировали позже, когда бронированный Роудс стал известен как Воитель в «Iron Man» #282 в июле 1992 года и как Железный патриот в «Gambit» #13 в мае 2013 года. В середине 2000-х годов, когда другими студиями был снят ряд фильмов на основе других комиксов Marvel, Кевин Файги понял, что Marvel по-прежнему владеет правами на основных членов Мстителей, в том числе на второстепенных персонажей Железного человека. Файги, будучи самопровозглашённым «фанатом», мечтал создать общую вселенную точно так же, как авторы Стэн Ли и Джек Кёрби сделали со своими комиксами в начале 1960-х годов.

## Кастинг

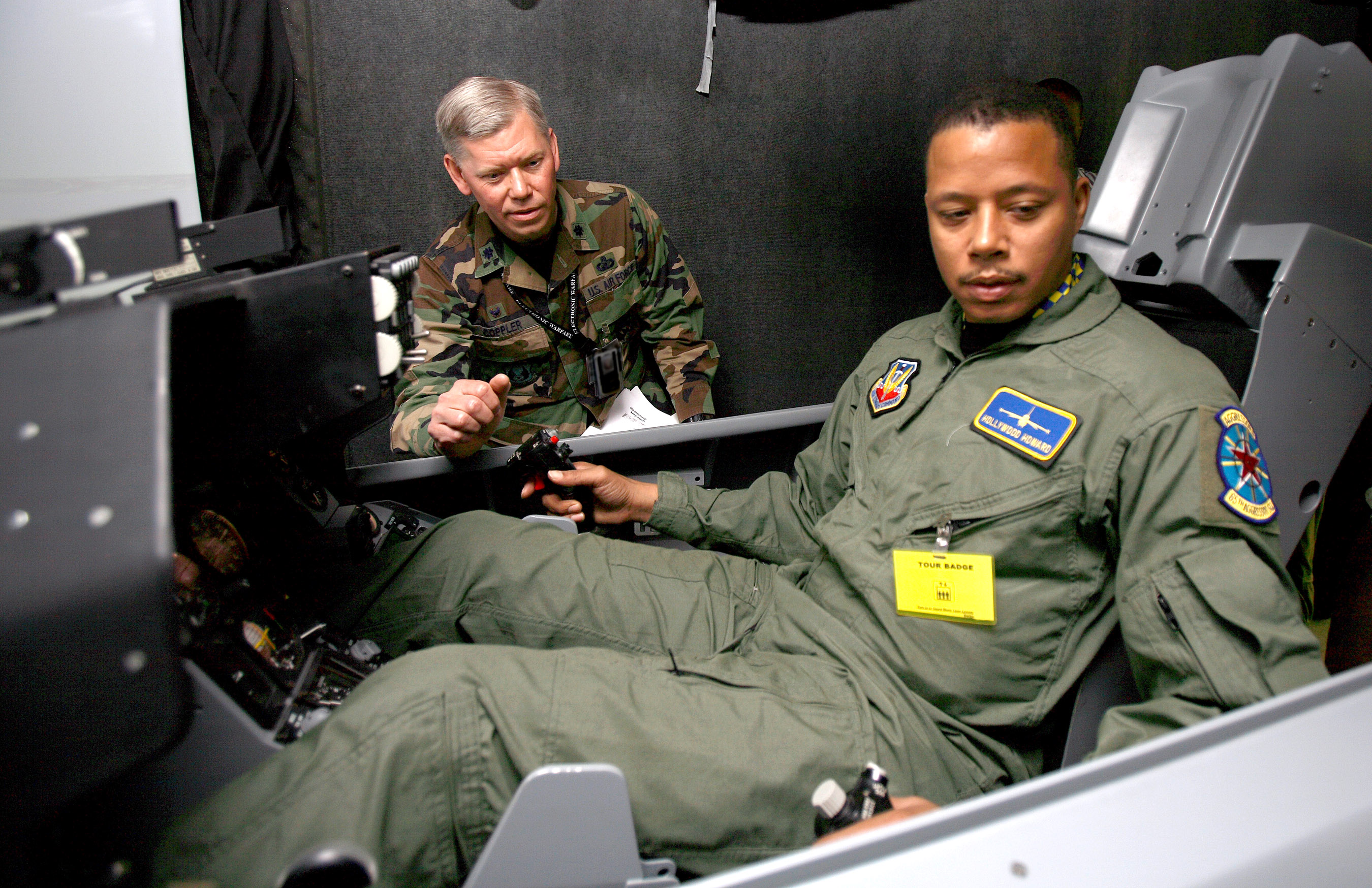
Ховард изучает управление самолётами для своей роли в «Железном человеке».

Терренс Ховард получил контракт на роль Роудса в фильме 2008 года «Железный человек». Ховард заключил контракт раньше всех других крупных актёров и был самым высокооплачиваемым актёром в фильме. Фавро выбрал Ховарда, потому что чувствовал, что он сможет сыграть Воителя в продолжении Ховард готовился к этой роли, посетив авиабазу Неллис 16 марта 2007 года, где он ел с пилотами и наблюдал за спасательными вертолётами HH-60 Pave Hawk и F-22 Raptor.
Ховард и его отец являются фанатами Железного человека, отчасти потому, что Роудс был одним из немногих чёрных супергероев, когда он был ребёнком. Он был фанатом Дауни с тех пор, как увидел его в фильме «Ох уж эта наука!», и они оба соревновались физически на съёмочной площадке.
«Entertainment Weekly» сообщило, что Ховарду предложили снизить зарплату на 50-80 процентов за «Железного человека 2», хотя было неясно, отказался ли Ховард от роли или Marvel отозвала своё предложение. После спора о контракте между Ховардом и Marvel Studios, на роль Воителя взяли Дона Чидла, и Чидл играл этого персонажа в последующих своих появлениях в КВМ. Айзек Перлмуттер, который ранее наблюдал за разработкой Marvel Studios, как утверждалось, был снят с этой должности частично из-за замены Ховарда Чидлом на том основании, чернокожие люди «выглядят одинаково». Однако человек, знающий о его творческом подходе, сказал, что Перлмуттер «не дискриминирует, и его не волнует разнообразие, ему есть дело того, что, по его мнению, принесёт деньги».
У Чидла было всего несколько часов, чтобы согласиться на роль, и он даже не знал, какую сюжетную линию будет проходить Роудс. Он прокомментировал, что является фанатом комиксов, но ранее не участвовал в фильмах на тему комиксов из-за нехватки чёрных супергероев. Чидл сказал, что до выхода первого фильма он думал, что Железный человек был роботом.

## Характеризация
Роудс является другом Старка и связным между «Stark Industries» и ВВС США в департаменте закупок, в частности разработки оружия. Он имеет звание подполковника ВВС США и выступает в качестве главного связного военных с отделом вооружений «Stark Industries», и поначалу не обращает внимания на действия Обадайи Стейна. В то время как Роудс плутоват в комиксах после того, как он встретил Старка, его более ранний дисциплинированный характер формирует динамику со Старком, и он не уверен, приемлемы ли действия Старка. «Роуди испытывает полное отвращение к тому, как Тони прожил свою жизнь, но в какой-то момент он понимает, что, возможно, есть другой путь», — сказал Ховард. «Чья жизнь — правильная; строгая военная жизнь или жизнь независимого человека?».

Броня Воителя в Кинематографической вселенной Marvel

О том, как он подошёл к своему персонажу в «Железном человеке 2», Чидл заявил: «Я спрашиваю, какой здесь общий знаменатель? И общим знаменателем на самом деле была его дружба с Тони, и это то, что мы действительно пытались отследить в этом фильме. Как влияет на их дружбу то, что Тони вышел и заявил „Я — Железный человек“?». Чидл сказал, что его костюм был 23 килограмма (50 фунтов) металла, и что он не мог коснуться своего лица, когда носил его.
В «Железном человеке 3» Роудс управляет изменённой/модернизированной бронёй Воителя, используя цветовую схему, вдохновлённую американским флагом, похожую на броню Железного патриота из комиксов. Файги сказал о Роудсе и доспехах: «Идея в фильме заключается в том, что красный, белый и синий костюм — это смелое заявление, и так и должно быть. С Роуди он очень похож на эксцентричность Тони, и в этом фильме вы можете увидеть это и вспомнить о доверии и дружбе между ними в той великой манере про приятелей-полицейский от Шейна Блэка». В фильме президент просит Роуди принять прозвище «Железный патриот» и надеть красно-бело-синий костюм, чтобы стать «американским героем» правительства в ответ на события в «Мстителях».
Чидл назвал появление Роудса в фильме «Первый мститель: Противостояние» «немного более интенсивным и ключевым» по сравнению с его предыдущими появлениями. После своего паралича во время событий «Противостояния» Старк даёт Роудсу аппарат, чтобы он снова мог ходить, хотя, по словам Чидла, в «Мстителях: Война бесконечности» Роудс из-за травмы неохотно надевает свою броню Воителя и воссоединяется с Мстителями. Чидл считал, что Родс «ведёт переговоры об этом воссоединении и его присоединении к этой команде». Он также объяснил, что отношения Роудса со Старком «углубились» после его несчастного случая, сказав: «Я думаю, что Тони чувствует себя в какой-то степени ответственным и виноватым. Но опять же, он всегда прикрывал мне спину так, как только он действительно мог».
В фильме «Мстители: Финал» Чидл описал новообретённую принадлежность Роудса к Мстителям как «уже не более одной ногой в армии. Он гораздо больше на стороне Мстителей, чем был до этого». Это отражается на более инстинктивном и реалистическом мировоззрении Роудса в разгар встречи с фантастическим, и Чидл объясняет: «У него определённо есть какое-то отношение в духе „чё здесь творится“, возможно даже больше, чем у остальных, учитывая его прошлое. Но это испытание огнём, и он быстро адаптировался к тому, что [угроза] есть, а не к тому, что бы он хотел, чтобы было».

### Появления
В ранних вариантах сценариев, написанных Альфредом Гофом, Майлзом Милларом и Дэвидом Хейтером для New Line Cinema, противопоставили Железного человека его отцу Говарду Старку, который становится Воителем вместо Роудса. Художник Фил Сондерс создал концепт-арт для неиспользуемой сцены «зала брони» в фильме, которая включала броню Воителя.
- Джеймс Роудс впервые появляется в фильме «Железный человек», где его роль исполнил Терренс Ховард[30].
- В фильме «Железный человек 2» Роудс находится под давлением правительства США, чтобы убедить Тони Старка отказаться от владения брони Железного человека. Когда Старк, будучи пьяным, подвергает опасности жизни гражданских лиц, Роудс вынужден надеть костюм Железного человека, чтобы вмешаться во время конфронтации, на что Старк говорит: «Хочешь быть Воителем, стреляй»[31]. Заимствованная броня Роудса впоследствии модифицируется Джастином Хаммером с различными усовершенствованиями оружиями на базе ВВС, но ракета «Бывшая жена» оказывается прискорбно низкого стандарта, и сама броня Воителя ненадолго попадает под дистанционное управление и используется для нападения на Старка, пока Пеппер Поттс и Наташа Романофф не разрывают связь, контролирующую его. Освободившись Роудс сражается вместе со Старком, чтобы победить Ивана Ванко[32][33].
- В фильме «Железный человек 3» Роудса повышают в звании полковника, а его броня окрашена в красно-бело-синий цвет[34]. По словам режиссёра Шейна Блэка, патриотическая цветовая гамма и название были выбраны правительством США в ответ на события «Мстителей»[35]. Роудс утверждает, что правительство США сочло «Воителя» слишком милитаристским и что «Железный патриот» хорошо зарекомендовал себя в фокус-группах. Броня была ненадолго украдена и использована Эриком Савином для похищения президента Эллиса, но Роудсу удаётся вернуть броню в конце фильма и спасти президента.
- В фильме «Мстители: Эра Альтрона» Роудс управляет чёрно-серебряной бронёй Воителя, помогая Мстителям в финальной битве против Альтрона, и присоединяется к команде с Виженом, Сэмом Уилсоном и Вандой Максимофф[36].
- В фильме «Первый мститель: Противостояние»[37] Роудс встаёт на сторону Старка, когда Мстителям вручают Заковианский договор, чтобы правительство регулировало их действия. Это ставит его в противоречие с командой Стива Роджерса, состоящей из Скотта Лэнга, Клинта Бартона, Баки Барнса, Максимофф и Уилсона. Команда Старка, состоящая из Роудса, Романофф, Питера Паркера, Вижена и Т’Чаллы, противостоит команде Роджерса в Германии. Однако Вижен случайно травмирует Роудса, в результате чего у него оказывают парализованы ноги[38].
- В фильме «Мстители: Война бесконечности»[39] Роудс выступает против Росса и Заковианского договора и идёт вместе с Роджерсом и другими защищать Вижена в Ваканде. После того, как Танос завершает Перчатку Бесконечности, Роудс оказывается среди немногих выживших.
- Роудс появляется в сцене после титров фильма «Капитан Марвел» вместе с Роджерсом, Романофф и Брюсом Бэннером, где они встречаются с Кэрол Дэнверс[40].
- В фильме «Мстители: Финал»[41] Роудс воссоединяется со Старком и отправляется в космос с командой на планету-сад Таноса, где они узнают, что Танос уничтожил Камни. В 2023 году он путешествует через квантовый мир вместе с Небулой на Мораг в альтернативной временной линии, чтобы получить Камень Силы. После того, как Скачок отменён, появляется альтернативная версия Таноса и атакует Базу Мстителей, в результате чего Роудс, Ракета и Бэннер оказываются в ловушке, но их спасает Лэнг, а затем он присоединяется к финальной битве против Таноса. После этого Роудс присутствует на похоронах Старка.
- В сериале «Сокол и Зимний солдат» Роудс присутствует на церемонии в Вашингтоне, округ Колумбия, во время которой Уилсон вручает щит Роджерса правительству США, а затем беседует с Уилсоном.
- Альтернативная версия персонажа появляется в мультсериале Disney+ «Что, если…?».
- Появился в сериале «Секретное вторжение» 2023 года, где большую часть сюжета его подменял скрулл.
- Роудс будет главным героем фильма «Войны в доспехах»[42][43].

## Биография персонажа

### Вместе с Железным человеком
Джеймс Руперт «Роуди» Роудс служил офицером в Военно-воздушных силах США, для которых он совершил 138 боевых вылетов, прежде чем стать связным между военным департаментом закупок и «Stark Industries», где он стал близким другом Тони Старка.
В 2010 году, когда Старка похищает организация Десять колец, Роудс лично возглавляет миссию по спасению Старка. Когда неопознанная броня Железного человека сталкивается с американским военным самолётом, Роудс приходит к выводу, что это Старк, и описывает полученный ущерб прессе как результат учений. После того, как Старк раскрывает свою личность как Железный человек, Роудс сталкивается с давлением со стороны Конгресса США и военных, чтобы завладеть его бронёй.
В 2011 году, когда Старк впадает в безрассудное поведение, Роудс чувствует, что у него не было выбора, кроме как взять броню Mark II, передав её военным, для которых Джастин Хаммер обновляет её новым оружием, чтобы ребрендировать Роудса как Воителя. Затем Роудс помогает Старку отразить атаку Ивана Ванко и армии Хаммер-дронов.
В 2012 году Роудс переименован в Железного патриота, работающего непосредственно на президента США, и ему поручено выследить врага по имени Мандарин. Роудс обнаруживает, что Мандарин — уловка, созданная Олдричем Киллианом, который нанял актёра Тревора Слэттери для исполнения этой роли. Киллиан захватывает Роудса и крадёт броню Железного патриота, используя её, чтобы похитить президента. Роудс сбегает, помогая Старку в борьбе с армией Эстремис-солдатов Киллиана и спасая президента.

### Новый Мститель
Роудс продолжает выполнять миссии, и в 2015 году он посещает вечеринку Мстителей в Башне Мстителей, а затем помогает в их борьбе с Альтроном в Заковии. После этого он стал новым членом Мстителей вместе с Вандой Максимофф, Виженом и Сэмом Уилсоном на новой Базе Мстителей, и их возглавляют Стив Роджерс и Романофф.
В 2016 году Роудс присутствует на Базе Мстителей, когда госсекретарь США Таддеус Росс прибывает и беседует с командой о Заковианском договоре. Роудс соглашается со Старком и подписывает договор. В Бухаресте он задерживает Роджерса, Уилсона, Баки Барнса и Т’Чаллу. Позже он присоединяется к Старку, Романофф, Питеру Паркеру, Т’Чалле и Вижену, чтобы перехватить Роджерса, Барнса, Уилсона, Клинта Бартона, Скотта Лэнга и Максимофф в аэропорту Лейпциг/Галле в Германии, где завязывается драка. После того, как Роджерс и Барнс спасаются на Квинджете, в Роудса случайно попадает Вижен, чей удар выводит из строя его костюм, заставляя его упасть. Старку и Уилсону не удаётся поймать его, и он падает на землю, ломая позвоночник и становясь парализованным. Его доставляют в медицинское учреждение на Базе Мстителей и ему удаётся медленно двигаться после того, как Старк разработал бионические опоры для его ног, когда он проходил физиотерапию.
К 2018 году Роудс разочаровался в Договоре и не подчинился приказу Росса арестовать Роджерса после того, как он, Романофф, Уилсон, Максимофф и Вижен вернулись на Базу Мстителей. Затем он присоединяется к Роджерсу и остальным в Ваканде, где помогает сражаться с аутрайдерами. Когда прибывает Танос, Роудс выбывает из строя после того, как Танос использует Камень Пространства, чтобы остановить его пушки. После того, как Танос завершает Перчатку Бесконечности, Роудс оказывается одним из выживших. Вскоре после возвращения на Базу Мстителей Роудс сообщает Роджерсу и Романофф, что пейджер Фьюри перестал передавать сигнал, но это было связано с прибытием Кэрол Дэнверс.

### Операция «Хрононалёт» и её последствия
Три недели спустя, Роудс воссоединяется со Старком и присоединяется к Роджерсу, Романофф, Бэннеру, Тору, Дэнверс, Ракете и Небуле в космос, и они отправляются на планету к Таносу. В Саду, они противостоят Таносу, пытаясь заполучить Камни Бесконечности, однако узнают, что он их уничтожил.
В 2023 году Роудс отслеживает местонахождение Бартона и отчитывается перед Романофф. После разработки Старком и Лэнгом плана путешествия во времени через квантовый мир, Роудс отправляется вместе с Небулой в альтернативную временную линию 2014 года на планету Мораг за Камнем Силы. Они наблюдают за альтернативной версией Питера Квилла, вырубают его и с помощью его инструментов проникают в Храм. Роудс забирает Камень Силы и возвращается вместе со всеми на Базу Мстителей. После щелчка Бэннером, альтернативная версия Таноса атакует Базу Мстителей. При этом Роудс, Ракета и Бэннер оказываются в ловушке под обломками. Скотт Лэнг спасает их, и все они принимает участие в финальной битве против армии Таноса. После смертельного щелчка Старка, Роудс находится рядом с ним в его последние минуты. Позже Роудс присутствует на похоронах Старка возле его дома.
В 2024 году Роудс присутствует на церемонии в Смитсоновском институте, где Уилсон жертвует щит Роджерса музею. Позже они беседуют о наследии Роджерса на фоне его щита.

### Заменённый скруллом
К 2026 году Роудса заменила скрулл Раава, которая работает на генерала Гравика. Она сообщила президенту Ритсону, что Фьюри вернулся на Землю со станции «М.Е.Ч.» и что он был замечен во время теракта в Москве. Раава присутствовала на встрече НАТО в Лондоне от лица США. Затем Фьюри назначил Роудсу встречу, на которой рассказал о вторжении скруллов. Однако она увольняет Фьюри, а затем связывается с женой Ника, скруллом Варрой / Присциллой, и приказывает ей убить его, от чего последняя в конечном итоге отказывается. Затем Раава передает информацию Гравику и его людям, чтобы они атаковали кортеж Ритсона, выдавая себя за русских в попытке развязать Третью мировую войну. В итоге Фьюри застреливает Рааву, и та на глазах у Ритсона принимает истинный облик скрулла, в то время как настоящего Роудса освобождает Г’айа после победы над Гравиком.

## Анимационный сериал «Что, если…?»
Джеймс Роудс, озвученный Доном Чидлом, появился в первом сезоне анимационного сериала Disney+ «Что, если…?» в виде альтернативной версии самого себя:

### Гибель от рук Киллмонгера
В альтернативном 2010 году Старк отправляет Джеймса Роудса на сделку по покупке вибраниума к африканскому контрабандисту Улиссу Кло, для армии боевых дронов, которых разрабатывали Старк и Эрик «Киллмонгер» Стивенс. По просьбе Эрика, Кло предупреждает Ваканду о сделке. В итоге на них нападает Т’Чалла, однако Эрик убивает его. Затем Эрик убивает и Роудса, с целью разжигания конфликта между США и Вакандой.

## Реакция
Джейкоб Сталворти из The Independent отрицательно отозвался о персонаже, полагая, что персонаж был «Железным человеком без предыстории или юмора». Однако Джереми Шнайдер из NJ.com был более позитивен к персонажу и исполнении Чидла, подчеркнув, что момент, когда персонаж был парализован в фильме «Первый мститель: Противостояние», был как «один из самых острых моментов во всей КВМ».
За своё выступление в 2008 году Ховард был номинирован на премию «Black Reel» за лучшую мужскую роль второго плана. За своё выступление в сериале «Сокол и Зимний солдат» Чидл был номинирован на премию «Эмми» в категории «Лучший приглашённый актёр в драматическом телесериале».